# Pierre Ardouvin
Pierre Ardouvin est un artiste plasticien français, né le 4 septembre 1955 à Crest (Drôme). Il vit et travaille à Paris.

## Biographie
Pierre Ardouvin est né en 1955 à Crest,,

## Parcours artistique
L'œuvre de Pierre Ardouvin privilégie le format de l'installation et de l'environnement, mais se déploie également à travers le dessin, le collage, l'assemblage[réf. nécessaire].
Depuis les années 1990, son travail développe une réflexion sur la culture du spectacle, la mémoire des utopies de l'émancipation issues des années 1960, le devenir des rites populaires dans le contexte des industries culturelles, les rapports de classes, d'identité et d'affects cristallisés dans les formes vernaculaires. Par la réappropriation d'objets du quotidien qu'il investit d'une part poétique et narrative, sa recherche artistique interroge les notions d'authenticité et d'illusion : sur le mode du recyclage et du re-assemblage, l'artiste convoque un imaginaire familier, irrigué par les souvenirs à la fois personnels et collectifs, proche de la culture populaire et d'une domesticité usitée.
Les matériaux synthétiques et kitsch qu'il emploie comme les animaux empaillés, les paysages de cartes postales, les mélodies et décorations populaires, prennent souvent pour référents les archétypes et représentations collectives du bonheur, de l'enfance, l'iconographie vernaculaire des loisirs, de la fête populaire[Interprétation personnelle ?].

« J’utilise ces matériaux ou ces objets pour leur capacité à éveiller des sensations, des émotions avec lesquelles je travaille. »

Par des opérations de collages et de rapprochements insolites, le monde qu'il convoque « met en lumière la porosité de la démarcation entre fantaisies et cauchemars. » Ainsi de ses montages de cartes postales, de ses sculptures réalisées à partir de manteaux en fourrure tenus en laisse, de ses paysages bucoliques en caoutchouc, ou encore de ses ciels étoilés en strass.

Son travail dévoile souvent la violence ou la mélancolie latente qui émane de ces représentations a priori inoffensives. Comme le souligne le critique Guillaume Désanges, 

« c'est à travers ces explorations psychiques de l'ordinaire occidental que l'œuvre de Pierre Ardouvin pourrait s'avérer sourdement critique. En dévoilant la part grave et sombre de la réification du monde, et plus symboliquement l'angoisse l'étreinte, de l'étroitesse, de l'enfermement, via ces structures de contrôle et de sécurité dissimulées dans certaines formes anodines de divertissement et de la décoration. [...] C'est cette tension entre les formes de l'artifice populaire et leurs impacts psychiques qui électrise le travail de Pierre Ardouvin. »

## Œuvres
Pierre Ardouvin conçoit ses expositions comme des environnements immersifs et théâtralisés.
En 2003, pour sa première exposition dans une institution parisienne au Palais de Tokyo, l'artiste conçoit un vaste dispositif composé d'un chapiteau de filets éclairés par des spots de lumière aveuglants. Évoquant le lieu d'un stade, d'un cirque ou un univers carcéral, ce dispositif qui agit sur le comportement du spectateur traite de l'enfermement et de l'illusion. À l'invitation du Musée d'art moderne de la ville de Paris, l'artiste imagine en 2005 une installation in situ. Il installe sur la façade du musée des kilos de linges étendus sur des fils, décor déplacé inspiré de la chanson de Nino Ferrer On dirait le sud à laquelle l'œuvre emprunte son titre.
Il présente en 2009 dans cette même institution, dans la salle de La Fée Électricité de Raoul Dufy, son installation Marcel initialement réalisée pour sa nomination au Prix Marcel-Duchamp. Hommage détourné à l'inventeur du Ready-made, dont les lettres du prénom tournent sur un podium illuminé par des projecteurs au son du refrain de Dalida Mourir sur scène, cette pièce interroge le circuit du spectacle et la réification de l'art.
Pour la Nuit blanche en 2011, il propose une installation éphémère dans la cour de l'Hôtel d'Albret, rue des Francs-Bourgeois à Paris. Le dispositif proposé par l'artiste Purple Rain, inspiré de la chanson de Prince (1984) et du film homonyme réalisé par Albert Magnoli, évoque un plateau de tournage. Le visiteur, plongé au cœur de l'œuvre, est invité à cheminer sous une pluie fine de couleur mauve et en musique, un parapluie à la main.
En 2013, pour son exposition monographique au Centre régional d'art contemporain Languedoc-Roussillon, l'artiste investit les 1 000 m2 du lieu selon un parcours initiatique qui reprend ses thèmes centraux de l'enfance, du rite de passage, du spectacle, de la mémoire. Helpless, pièce d'ouverture dont le titre fait référence à une ballade folk de Neil Young, est composée d'un grand rideau noir constellé de paillettes d'où sort un renard empaillé figé sous la lumière crue d'un projecteur. « Sobriété des moyens, grande efficacité visuelle, l’installation est un parfait condensé des préoccupations d’Ardouvin, à savoir l’imaginaire des contes, ses peurs, son côté merveilleux, l’innocence et la perfidie, l’imagerie populaire, la question du temps et surtout de l’espace, avec toujours cette évocation de la notion de frontière ».
En 2015, son exposition Retour dans la neige, nommée d'après la nouvelle homonyme de Robert Walser, se déploie comme un environnement domestique recouvert de neige artificielle à travers lequel spectateur est amené à déambuler, entre nature morte et paysage mental.
Depuis 2015, le jardin Anaïs-Nin, dans le 19e arrondissement de Paris, dans le quartier Rosa-Parks accueille l'œuvre Tu me fais tourner la tête constituée de nacelles de manèges de fête foraine fixées au sommet de tiges métalliques, illuminées la nuit.

## Expositions personnelles (sélection)
Pierre Ardouvin est représenté par la galerie Praz-Delavallade, Paris/Bruxelles et par la galerie Yoko Uhoda, Liège.
- 2018
  - Béthune[12]
- 2016
  - Tout est affaire de décor, MAC-VAL, Vitry-sur-Seine[2],[13],[14],[15]
- 2015
  - Wicked World, galerie Praz-Delavallade[16], Paris
  - Retour dans la neige[17], Maison des arts, Malakoff
- 2014
  - Tu ne dis jamais rien, Grandes galeries de l’École supérieure d'art et design, Rouen
  - Purple rain, Nuit blanche, Melbourne
- 2013
  - Helpless, centre régional d’art contemporain Languedoc-Roussillon, Sète
- 2012
  - Brain damage, Valentin[18], Paris
  - Commande publique du tramway de Paris, porte d'Aubervilliers
- 2011
  - La Tempête et La Maison vide, centre de création contemporaine, Tours
  - Purple Rain, Nuit blanche, Paris
  - Les Jardins de conte de fées, château du Rivau, Lémeré
- 2010
  - The Unnamable, Museum 52, Londres
  - Les quatre saisons, galerie Chez Valentin, Paris
- 2009
  - La foule, FRAC Alsace, Sélestat
  - Soupe de têtes de fantômes, Fondation d’entreprise Ricard, Paris
  - Le bal perdu, Nuit blanche, Paris
  - Marcel, musée d'Art moderne de la ville de Paris, Paris
- 2008
  - La fin du monde, Villa du Parc[19] centre d’art contemporain, Annemasse
- 2006
  - Back in Black, Museum 52, Londres
  - Amnésie, galerie Chez Valentin, Paris
  - Au théâtre ce soir, Art Statement, Art Basel, Bâle
  - Chien de Feu, Le Plateau (centre d'art contemporain), FRAC Île-de-France, Paris
- 2005
  - On dirait le sud, musée d'Art moderne de la ville de Paris, ARC, Paris
  - Debout, Le Plateau, centre d'art contemporain, FRAC Île-de-France, Paris
- 2004
  - Bal Perdu, Nuit blanche, Jardin des Halles, Paris
  - Holidays au Bal des Nazes, FRAC PACA, Avec Triangle et Red District, Marseille
- 2003
  - Nasseville, Palais de Tokyo, Paris
  - Enfer, Creux de l'enfer, Thiers
  - Crystal Palace, Espace des Arts, Colomiers
- 2002
  - BRAVO!, galerie Chez Valentin, Paris
- 2001
  - FIAC / Solo Show, galerie Chez Valentin, Paris
- 2000
  - SUB, galerie Chez Valentin, Paris
  - Écho, L’Œil de Poisson, Québec
- 1999
  - Holidays, Espace du Bellay, Mont-Saint-Aignan
  - Marcher sur l’eau, Zoo galerie, Nantes
- 1998
  - Apnée, Le Transpalette, Bourges
  - Galerie Chez Valentin, Paris